# Naturschutzgebiet Goldau
Die Goldau ist ein Naturschutzgebiet in Neustadt an der Donau im niederbayerischen Landkreis Kelheim in Bayern.

## Lage
Das Naturschutzgebiet (NSG) befindet sich etwa 2 Kilometer westlich von Neustadt an der Donau. Es ist Bestandteil des Fauna-Flora-Habitat-Gebiets Donauauen zwischen Ingolstadt und Weltenburg.

## Beschreibung
Das etwa 25 ha große Areal ist ein ehemaliger Altarm der Donau. Aus der Luftperspektive zeigt sich die Halbmond-Form des Altwassers. Bis zur Donauregulierung im 19. Jahrhundert war das NSG ein Teil des Donaubettes. Das frühere Gleitufer (Innenbogen) wird heute von flachen Wiesen bedeckt und das frühere Prallufer (Außenbogen) stellt das Altwasser dar. Jahrtausende war der stromabwärts gelegene Donaudurchbruch bei den jährlichen Hochwassern ein zurückstauendes Nadelöhr. Dies führte zu starken Auflandungen und damit zu einem geringen Gefälle mit häufigen Laufveränderungen von Donau, Abens und Ilm. Dabei wurden immer wieder Flussschlingen vom Bett abgetrennt und der Lebensraum des Altwassers entstand. Die um 1950 errichteten Fluss-Deiche schließen jetzt die Goldau von den großen periodischen Überflutungen aus. Dennoch ist das NSG eine wertvolle Auenlandschaft mit Schwimmblatt-Gesellschaften. Teile dieser Landschaft werden als Auwiesen genutzt und ihre Erhaltung bedarf der Pflege durch eine jährliche Mahd. Zu finden sind hier neben einer vielfältigen Tierwelt, Schilfbestände, die Weiße Seerose und Libellen.
Das Naturschutzgebiet wurde am 1. April 1984 als NSG ausgewiesen.